# Virgílio Soares de Albergaria
Virgílio Soares de Albergaria OA (Ponta Delgada, 9 de Fevereiro de 1856 — Ponta Delgada, 21 de Janeiro de 1927) foi um militar e político, coronel de cavalaria do Exército Português. Exerceu por duas vezes as funções de governador civil do Distrito Autónomo de Ponta Delgada e foi Presidente da Câmara Municipal de Ponta Delgada em 1923.

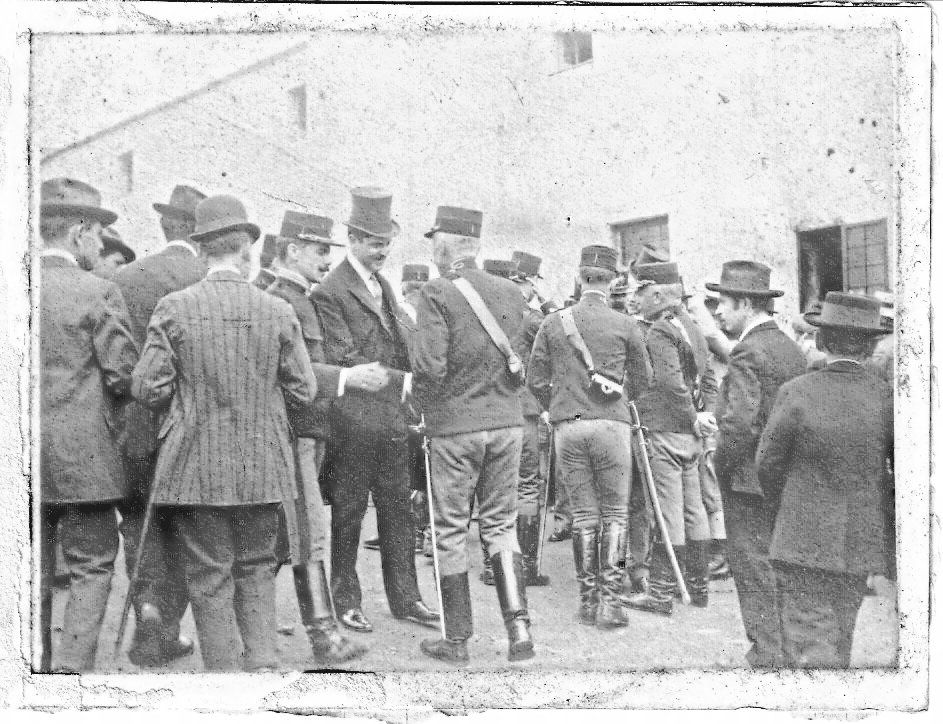
Proclamação da República Portuguesa em Ponta Delgada, Açores (9 de Outubro de 1910).

## Biografia
Virgílio Soares de Albergaria nasceu no seio de uma das mais importantes famílias da aristocracia local da cidade de Ponta Delgada. Depois de frequentar estudos liceais na sua cidade natal, no ano de 1877 assentou praça como voluntário no Regimento de Infantaria n.º 1 com o objectivo de ingressar numa carreira militar.
A partir de 1878 frequentou como alferes aluno o curso preparatório da Universidade de Coimbra destinado a candidatos à Escola do Exército. Concluído o curso, ingressou na Escola do Exército, na qual frequentou o curso da arma de Artilharia, que concluiu com sucesso em 1880.
Iniciada naquele ano a sua carreira militar como oficial de artilharia do Exército Português, foi promovido a tenente em 1881, a capitão em 1898, a major em 1904, a tenente-coronel em 1908 e a coronel em 1911. Em 1912 transitou para o Estado-Maior de Artilharia do Exército, onde se manteve até passar à reserva no ano de 1915.
Durante a sua carreira militar exerceu diversos cargos de comando e inspecção, entre os quais, em 1902, o de inspector do Serviço de Artilharia dos Açores e de comandante da Bateria de Ponta Delgada (na fotografia: a conversar com Francisco Luís Tavares (de cartola) no dia da implantação da República em Ponta Delgada). Entre 1911 e 1913 comandou os sectores sul e norte da defesa marítima do Campo Entrincheirado de Lisboa.
No campo político exerceu por duas vezes, durante a Primeira República Portuguesa, o cargo de governador civil do Distrito Autónomo de Ponta Delgada: de 9 de Fevereiro a 24 de Maio de 1915; e de 13 de Dezembro de 1917 a 2 de Fevereiro de 1918, nesta última vez durante o consulado Sidónio Pais.
Em 1906 foi condecorado com o grau de oficial da Ordem de Avis.